# Ranunculus lateriflorus
Ranunculus lateriflorus DC. – gatunek rośliny z rodziny jaskrowatych (Ranunculaceae Juss.). Występuje naturalnie w Afryce Północnej, Europie Południowej oraz Azji Zachodniej. 

## Rozmieszczenie geograficzne
Rośnie naturalnie w Afryce Północnej, Europie Południowej oraz Azji Zachodniej. Występuje między innymi w takim państwach jak: Maroko, Algieria, Hiszpania, Francja, Czechy, Słowacja, Ukraina, Rumunia, Węgry, Austria, Włochy, kraje byłej Jugosławii, Albania, Grecja (łącznie z Kretą), Bułgaria i Turcja. We Francji gatunek ten został zaobserwowany w departamentach Ardèche, Gard, Hérault oraz Górna Loara (niektóre źródła podają także Puy-de-Dôme). We Włoszech rośnie w regionach Sycylia, Sardynia, Lacjum i Abruzja, natomiast niepewne jest jego występowanie w Dolinie Aosty. W Izraelu jest gatunkiem rzadko spotykanym w Górnej Galilei i na Wzgórzach Golan oraz bardzo rzadko spotykanym w masywie Hermonu. 

## Morfologia
PokrójRoślina jednoroczna o rozgałęzionych i dychotomicznych pędach. Dorasta do 5–20 cm wysokości. Korzenie są włókniste.
LiścieLiście odziomkowe mają owalny kształt. Brzegi są całobrzegie, karbowane lub ząbkowane. Osadzone są na długich ogonkach liściowych. Liście łodygowe są bardziej wąskie – mają lancetowaty lub liniowy kształt.
KwiatyDorastają do 2,5–3 mm średnicy. Są siedzące lub osadzone na krótkiej szypułce. Pojawiają się w kątach pędów. Mają żółtą barwę. Płatki mają owalny kształt, podobny do łyżeczki. Działki kielicha są podobnego kształtu co płatki, nagie. Słupki są dość duże, mają owalny kształt z wydłużonym dziobem, lekko zakrzywionym na górze.
OwoceNiełupki o owalnym kształcie z lekko zakrzywionym dziobem na górze. Dorastają do 2–5 mm długości. Tworzą owoc zbiorowy – małą wieloniełupkę o kulistym kształcie.
Gatunki podobneRoślina jest podobna do gatunku R. nodiflorus, ale ma szersze liście o ząbkowanych lub karbowanych brzegach. Ponadto ma długi słupki z wygiętym dziobem.

## Biologia i ekologia
Rośnie przy podmokłych rowach oraz na brzegach stawów i rzek. Występuje na obszarach równinnym i pagórkowatym. Kwitnie od maja do lipca. Preferuje stanowiska w pełnym nasłonecznieniu. Dobrze rośnie na wilgotnym, lekko kwaśnym podłożu. Swieże części rośliny są trujące – zawierają protoanemoninę. 

## Ochrona
We Francji gatunek ten został wpisany do krajowej Czerwonej Księgi Gatunków Zagrożonych.